# Acropora microclados
Acropora microclados är en korallart som först beskrevs av Ehrenberg 1834.  Acropora microclados ingår i släktet Acropora och familjen Acroporidae. IUCN kategoriserar arten globalt som sårbar. Inga underarter finns listade i Catalogue of Life.